# Jirō
Jirō (jap. じろう, ジロー lub ジロウ) – męskie imię japońskie.

## Możliwa pisownia
Jirō można zapisać, używając wielu różnych znaków kanji i może znaczyć m.in.:
- 二郎, „drugi syn”[1]
- 二朗, „drugi, jasny”
- 次郎, „następny, syn”
- 次朗, „następny, jasny”
- 治郎, „rządzić, syn”

## Znane osoby
- Jirō Akagawa (次郎), japoński pisarz
- Jirō Ando (慈朗), japoński mangaka
- Jirō Asada (次郎), japoński pisarz
- Jirō Nakano (二郎), japoński kompozytor i dyrygent
- Jirō Ono (次郎), japoński polityk
- Jirō Satō (次郎), japoński tenisista
- Jirō Taniguchi (ジロー), japoński mangaka, ilustrator
- Jirō Tsuboi (二郎), japoński lekarz, higienista
- Jirō Yamagishi (二郎), tenisista japoński, reprezentant w Pucharze Davisa

## Fikcyjne postacie
- Jīro (ジーロ), bohater gry wideo Blue Dragon
- Jirō Mochizuki (ジロー), główny bohater anime Black Blood Brothers
- Jirō Sakamachi (次郎), postać z mangi i anime Mayo Chiki!
- Jirō Shima(二郎), bohater mangi i anime Nurarihyon no mago
- Jirō Tomitake (ジロウ Tomitake Jirō), bohater serii Higurashi no naku koro ni
- Jirō Yoshidayama (次郎), bohater mangi i anime School Rumble